# Suối Can
Suối Can là một con suối đổ ra Sông Cái Ninh Hoà. Suối có chiều dài 15 km và diện tích lưu vực là 35 km². Suối Can chảy qua các tỉnh Đắk Lắk, Khánh Hoà.